# Kopanina (Stary Ujazd)
Kopanina – przysiółek wsi Stary Ujazd w Polsce, położony w województwie opolskim, w powiecie strzeleckim, w gminie Ujazd.
W latach 1975–1998 przysiółek położony był w ówczesnym woj. opolskim.